# Naberius
Naberius ili Kerber, u demonologiji, dvadeset i četvrti duh Goecije koji vlada nad devetnaest legija. U paklu ima titulu markiza. Johann Weyer u svom djelu Pseudomonarchia Daemonum (1583.) poistovjećuje ovog demona s grčkim Kerberom.
Pojavljuje se obliku crne ptice koja leti u krug i ispušta ružne glasove ili kao stvorenje s tri pseće glave i s grubim, hrapavim glasom. Poznavatelj je umjetnosti i znanosti, a posebno retorike. Može ponovno uspostaviti poštovanje i dostojanstvo pojedinca. Prema djelu Collina de Plancyja (1793. – 1881.) Dictionnaire Infernal, Naberius može imati i tri pseće glave, a podučava umjetnost lijepog življenja.

## U popularnoj kulturi
- Naberius je jedan od vođa demona u američkom znanstveno-fantastičnom filmu Ja, Frankenstein (2014.).